# Vackovec
Vackovec (németül Watzgenreuth) Milhostov község településrésze Csehországban a Karlovy Vary-i kerület Chebi járásában. Központi településétől 2 km-re délkeletre fekszik. A 2001-es népszámlálási adatok szerint 5 lakóháza és 24 lakosa van.
1. ↑  Cseh Statisztikai Hivatal: https://www.czso.cz/csu/czso/vysledky-scitani-2021-otevrena-data (cseh nyelven). (Hozzáférés: 2022. november 1.)